# Kusau Makmur
Kusau Makmur is een bestuurslaag in het regentschap Kampar van de provincie Riau, Indonesië. Kusau Makmur telt 3244 inwoners (volkstelling 2010).